# Craiova
Craiova (en llengua romanesa /*kra'*jo.va/) és una ciutat de Romania, capital del districte de Dolj, emplaçada prop de la riba esquerra del riu Jiu en la Oltenia central, equidistant aproximadament entre els Carpats meridionals i el riu Danubi. Craiova és la principal ciutat comercial a l'oest de Bucarest.

## Història
Craiova, que s'assenta sobre l'antiga ciutat dàcia i romana de Pelendava, és la capital de l'Oltenia. Oltenia va ser a l'origen un Ban de Valàquia, corresponent el vocable Ban al títol eslau més alt d'una família boiarda, sent en aquest cas la família dels Craioveştu, dels quals el més conegut és Miquel I de Valàquia, el Brau (en romanès Mihai Viteazul). Els ban posseïen el dret d'encunyar moneda utilitzant la seva pròpia imatge (l'origen de la paraula romanesa ban, com subdivisió del Leu romanès està en aquestes monedes).
En 1395 Craiova va ser probablement el lloc que el Príncep de Valàquia Mircea I de Valàquia derrota a Baiazet I, soldà otomà.
Freqüentment denominada simplement com la "Ciutat" des de mitjans del segle xvi, Craiova i la seva regió han estat sempre considerats com una de les zones econòmicament importants de Valàquia i del conjunt de Romania.
En el període que Craiova i la seva regió pertanyen al Sacre Imperi Romanogermànic, entre 1718 i 1739, es produïx un declivi econòmic, motivat per les pressions centralitzadores de la monarquia austríaca, el que comporta protestes dels ban de Craiova. En 1761, durant el regnat del príncep Constantí Mavrocordatos, els ban traslladen la seva residència a Bucarest, deixant uns kaymakam o representants en el seu lloc, a l'efecte d'administració.
En època del príncep Emanuel Giani Ruset, la capital de Valàquia es trasllada a la ciutat de Craiova (1770 a 1771), ja que era vista com un lloc de refugi durant la Guerra russoturca de 1768-1774. Gran part de la ciutat va quedar afectada per un incendi provocat pel paixà rebel Osman Pazvantoğdl en 1800.
Durant la revolta vàlaca de 1821, els habitants de l'actual judeţ de Dolj es van unir en gran nombre als Pandur de Tudor Vladimirescu, contribuint així a una marxa revolucionària cap a Bucarest. Costache Romanescu, ciutadà de Craiova, es trobava entre els líders del Govern provisional durant la Revolució valaca de 1848. Els dos últims sobirans de Valàquia, Gheorghe Bibescu i Barbu Dimitrie Știrbei, pertanyien a una important família boiarda de Craiova, la família Bibescu.
El període que va seguir a les lluites per la independència de Romania va ser un moment d'auge i progrés econòmic i cultural i, d'aquesta manera, a la fi del segle xix la ciutat, que ja ha arribat als 40.000 habitants, ha desenvolupat igualment algunes petites indústries (relatives a productes químics, material agrícola i materials de construcció), així com manufactures tèxtils.
Durant la Primera Guerra Mundial la ciutat és ocupada per les Potències Centrals després de l'entrada en guerra de Romania. Igualment, durant la Segona Guerra Mundial és ocupada per l'Exèrcit Roig en 1944, després de l'enfonsament del sector sud del Front Oriental.

## Economia
A Craiova existeix una planta automobilística, que va pertànyer a Citroën per passar posteriorment a Daewoo, i en la qual en el període que va formar part de Citroën s'hi produïa el Citroën Visa, que en el mercat romanès va adoptar el nom d'Olcit.

## Turisme
És de destacar el parc de Romanescu, amb una superfície de 90 hectàrees, pel que és propici als llargs passejos, i en el qual es troba un llac amb restaurant i terrassa amb funcions d'embarcador. La maqueta d'aquest parc, presentada per l'arquitecte francès Edgar Redont, va obtenir el Gran Premi de l'Exposició Universal de París (1900). Es tracta del segon parc paisatgístic urbà a Europa per superfície.
La Prefectura es troba en la plaça central de la ciutat, podent-se admirar en aquesta mateixa plaça l'estàtua de Miquel el Brau.
El Museu d'Art de Craiova posseeix diverses escultures de Constantin Brâncuşi, entre elles El Petó, així com nombrosos quadres de Theodor Pallady, pintor amic de Henri Matisse.
Existeixen igualment un Museu Etnogràfic i un Museu Històric. També es conserven dues esglésies dels segles xvi i xvii.

## Educació
La Universitat de Craiova, fundada el 1950, és un dels més importants centres universitaris romanesos.
Hi ha igualment nombrosos instituts, sent els més importants els de Balcescu, Germans Buzeştu, Carol, Elena Cuza o Stefan Odobleja.

## Esports
Existeix un club de futbol, l'Universitatea Craiova, que ha guanyat diverses vegades la Lliga i la Copa de Romania. El seu estadi és el Ion Oblemenco, així denominat en honor del futbolista romanès, originari de la ciutat.

## Política
L'Ajuntament de Craiova, després de les eleccions municipals de 2004, està format per un total de 27 regidors, segons la distribució següent:
- Partit Socialdemòcrata 12
- Justícia i Veritat 8
- Partit de la Gran Romania 4
- Partit Conservador 2
- Independent 1.

## Ciutats agermanades
La ciutat de Craiova està agermanada amb les següents ciutats:
- Kuopio,  Finlàndia
- Nanterre,  França
- Shiyan,  R.P. de la Xina
- Skopje,  Macedònia del Nord
- Vratsa,  Bulgària
- Lió,  França
- Uppsala,  Suècia